# Tert-Butyl(trichlor)silan
tert-Butyl(trichlor)silan ist eine chemische Verbindung aus der Gruppe der siliciumorganischen Verbindungen.

## Gewinnung und Darstellung
tert-Butyl(trichlor)silan kann durch Reaktion von Siliciumtetrachlorid mit tert-Butyllithium gewonnen werden.

## Eigenschaften
tert-Butyl(trichlor)silan ist ein weißer kristalliner entzündbarer Feststoff, der sich in Wasser heftig zersetzt. Ihre wässrige Lösung reagiert stark sauer.

## Verwendung
tert-Butyl(trichlor)silan wird als Zwischenprodukt zur Herstellung anderer chemischer Verbindungen verwendet.

## Sicherheitshinweise
Die Dämpfe von tert-Butyl(trichlor)silan können mit Luft ein explosionsfähiges Gemisch (Flammpunkt 40 °C) bilden.